# Álvaro Bulhão Pato
Álvaro António de Bulhão Pato (Lisboa, 4 de março de 1860 — Lisboa, 14 de fevereiro de 1936) foi um político e escritor, que durante a Primeira República Portuguesa foi presidente da Câmara Municipal de Angra do Heroísmo, senador em duas legislaturas e Ministro das Colónias do governo presidido por Rodrigues Gaspar (6 de julho a 22 de novembro de 1924).

## Biografia
Foi funcionário alfandegário, tendo atingido a categoria de inspector. Foi director da Alfândega de Angra do Heroísmo, tendo após a implantação da República sido nomeado presidente do município e juíz municipal em Angra do Heroísmo.
Foi posteriormente director das alfândegas da África Oriental Portuguesa.
Foi senador em duas legislaturas e de 6 de Julho a 22 de Novembro de 1924 exerceu as funções de Ministro das Colónias no XL Governo da Primeira República, presidido por  Alfredo Rodrigues Gaspar. Era partidário da autonomia das colónias portuguesas.
Publicou algumas obras literárias, entre as quais Na Brecha.

## Obras publicadas
Para além de grande número de contributos dispersos por periódicos, é autor das seguintes monografias:
- Na Brecha. Angra do Heroísmo : Typ. Sousa e Andrade, 1910 (216 pp.);
- O tempo : da monarchia à república. Lisboa : Liv. Ferin 1913 (316 pp.).